# IJzer (rivier)
De IJzer (Frans: Yser) is een rivier in West-Vlaanderen (België) en Frans-Vlaanderen (Frankrijk). Het is de kortste van de drie Belgische rivieren die in zee uitmonden (de andere twee zijn de Maas en de Schelde) en de enige rivier die op Belgisch grondgebied in de zee uitmondt; de Schelde en de Maas monden in de zee uit in Nederland. De totale lengte bedraagt 78 kilometer, waarvan 45 in België. De IJzer stroomt door de Westhoek. Het gebied tussen de IJzer en de kust, ten westen van de rivier, wordt Bachten de Kupe (achter de kuip) genoemd. De IJzer komt België binnen in het dorp Haringe en mondt in Nieuwpoort uit in de zee.

## Stroomgebied
Het stroomgebied is 1101 km² groot en ligt voor twee derde in België. Een heuvelrug in Frankrijk vormt in het westen de waterscheidingslijn met het stroomgebied van de Aa; in het zuiden en oosten vormen de West-Vlaamse Heuvels en de Midden-West-Vlaamse Heuvelrug de grens met het stroomgebied van de Leie; in het noorden is een duinenrij de grens met de Noordzeekust.

### Bron

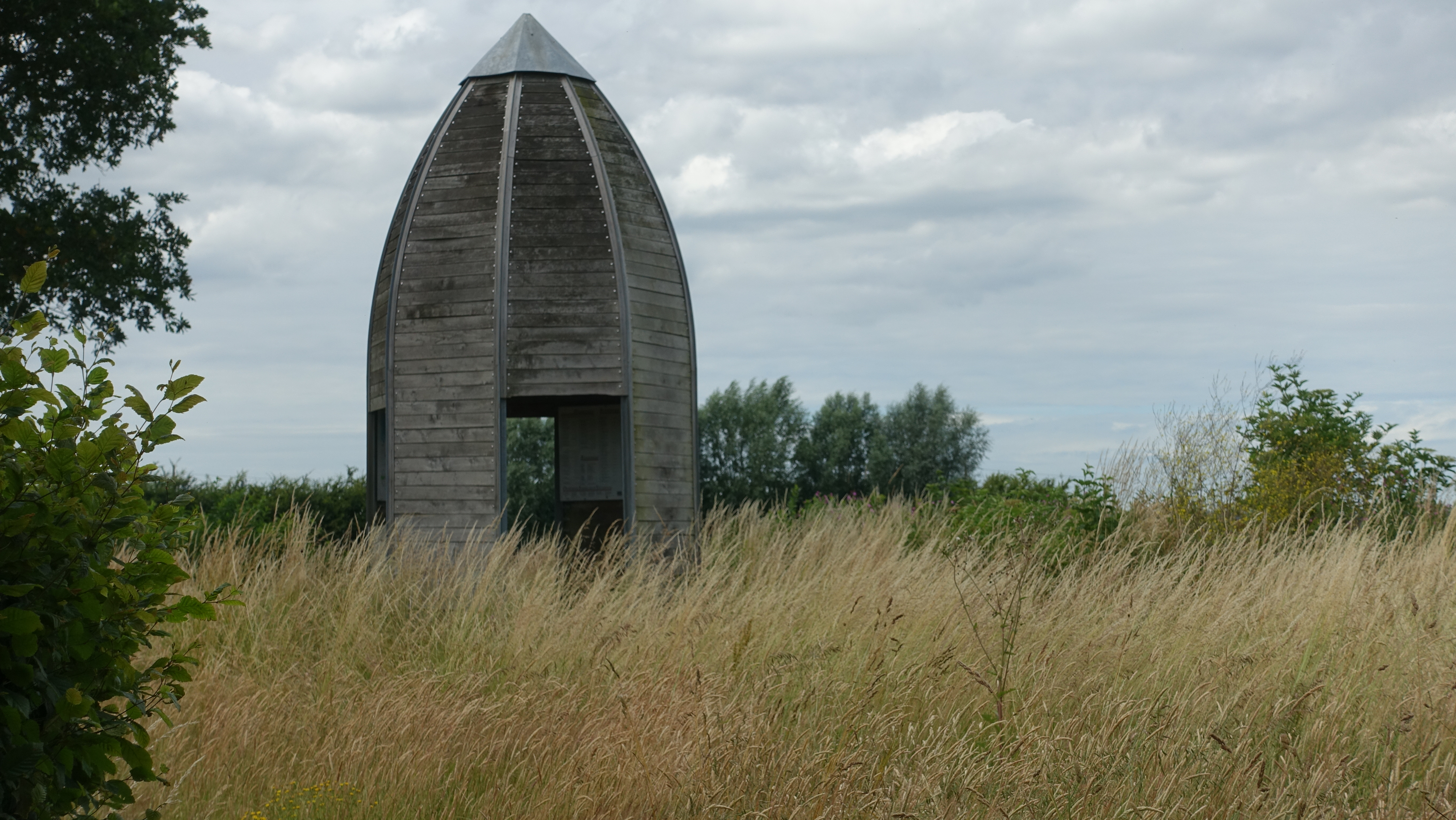
Gebouw dat de bron van de IJzer markeert. Soortgelijke gebouwtjes zijn geplaatst op diverse andere locaties langs de IJzer in Frankrijk en België

De IJzer ontspringt op 35 m hoogte boven zeeniveau ten westen van Kassel in Noord-Frankrijk. De bron of bronnen liggen tussen Buysscheure en Lederzele. De bron is in een vijver en wordt gemarkeerd door een houten gebouw. In de directe omgeving bevinden zich meerdere kleine meertjes. De bovenloop kronkelt vanaf de bron door het Franse bocagelandschap.

### Zijrivieren
De IJzer wordt bovendien gevoed door de Penebeek (Peene Becque), de Vuilebeek (Sale Becque) en de Herzele (Herzeele). De Zwijnebeek (Zwyne Becque) op de linkeroever en de Heidebeek (Ey Becque) op de rechteroever vormen een eind lang de grens tussen Frankrijk en België. In België sluiten de Poperingevaart, de Kemmelbeek, de Lovaart, de Ieperlee en de Handzamevaart aan op de rivier.

### Monding
De IJzer mondt uit in de Noordzee in Nieuwpoort (B) via het sluizencomplex Ganzepoot en de Havengeul.

### Stormvloedkering Nieuwpoort
Bij de monding van de Havengeul in de Noordzee bouwt de Vlaamse overheid (afdeling Maritieme Dienstverlening en Kust) een stormvloedkering die het achterland moet beschermen tegen de stijgende zeespiegel en stormvloeden tot een waterstand van 8 meter TAW. Daarvoor komt er tussen twee betonnen landhoofden met 38 meter doorvaartbreedte een beweegbare stalen kering, die 90 graden kan draaien om de havengeul af te sluiten. In april 2022 is de betonnen drempel van 4500 ton over het water getransporteerd en ter plaatse geïnstalleerd. De stormvloedkering zou af moeten zijn in 2025.

## Geschiedenis

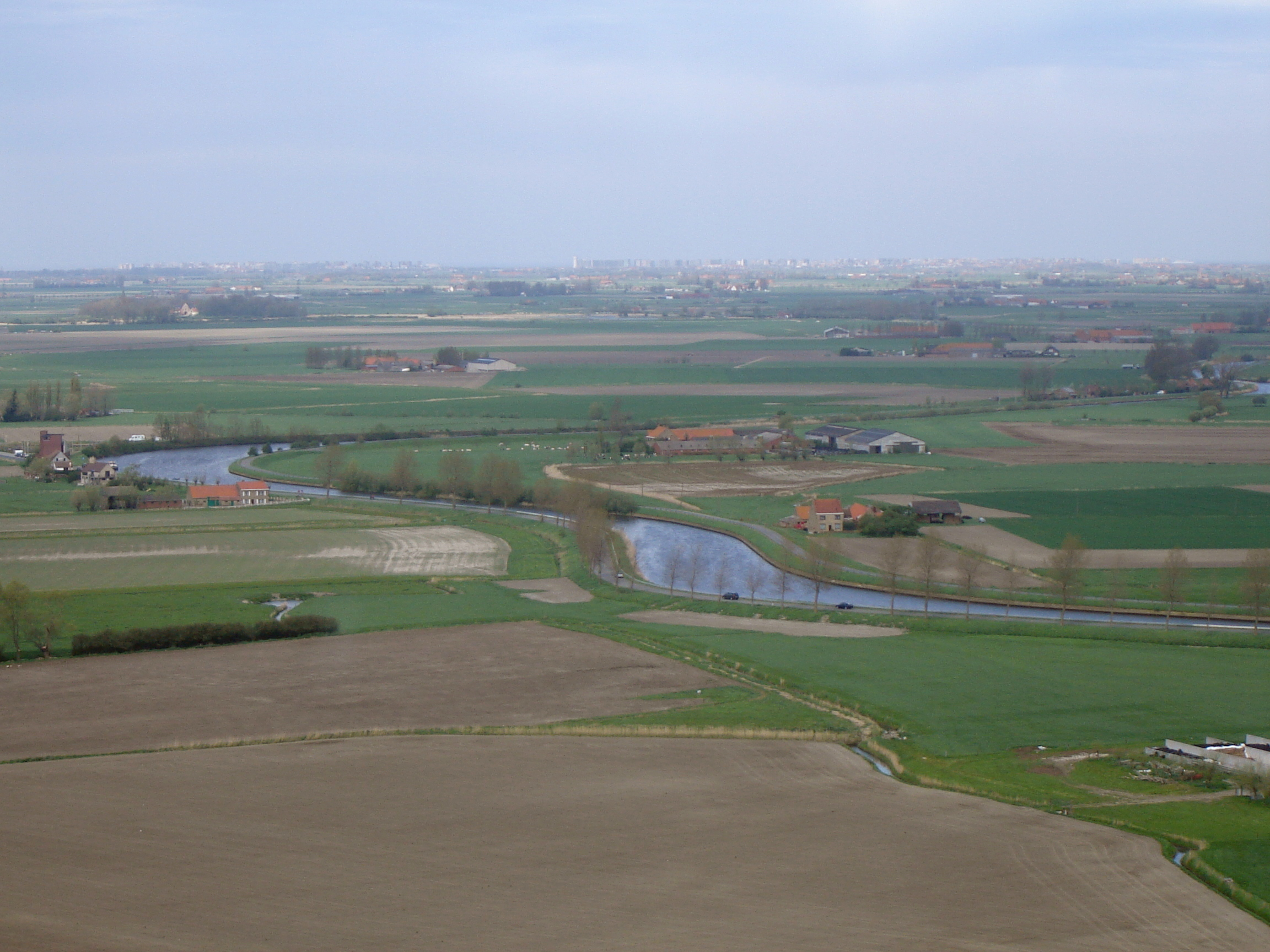
IJzervlakte, stroomafwaarts vanuit Diksmuide

Na de laatste ijstijd werd het warmer en steeg de zeespiegel. Het water trok zich wat terug en liet een duinengordel achter, die op verschillende plaatsen door getijdengeulen werd doorbroken. Het landschap veranderde regelmatig door vloed en overstromingen. Door het spel van het water en wijzigende zoutgehalte ontstond duizenden jaren terug een kustveenmoeras. De benedenloop van de IJzer mondde in de omgeving van Veurne uit in de zee.
In de Romeinse tijd werd de IJzer reeds als vaarweg gebruikt.
In de vroege middeleeuwen verlegde de monding zich naar de omgeving van Nieuwpoort. Landinwaarts van Nieuwpoort lag een dubbele geul, waarvan een tak tot Fintele reikte en een andere tot Gistel. De mens zorgde uiteindelijk voor verdere verlanding en door het aanleggen van dijken werd het land verder droog gelegd in de middeleeuwen.
Tot de 13de eeuw bestond de monding in zee nog uit twee geulen, maar de westelijke werd rond 1300 drooggelegd. In deze periode hoorde de IJzer tot de belangrijke vaarwegen rond Ieper en Brugge. Tot de 20ste eeuw werd in het veengebied nog turf gewonnen, zoals in De Blankaart.
Het gebied tussen de IJzer en de kust was in de middeleeuwen Veurne-Ambacht. Eind 16de eeuw kwam dit in Spaanse handen en werden langs de IJzer enkele vestigingen opgetrokken tegen plunderingen van hervormingsgezinden uit Oostende. Deze verloren grotendeels hun functie na de val van Oostende in 1604. Na de Vrede van Aken kwam Veurne in Franse handen en vormde de IJzer een noordgrens van het Franse rijk. Opnieuw werden versterkingen uitgebouwd, zoals Fort Knokke. Na de Vrede van Utrecht behoorde het gebied tot de Oostenrijkse Nederlanden. In de buurt lagen nog enkele barrièresteden, maar de IJzer verloor uiteindelijk zijn grensfunctie.
In de 17e eeuw werd de IJzer van Nieuwpoort tot de Uniebrug rechtgetrokken door een kanaal en, verder tot Diksmuide, gekanaliseerd.
De rivier vormde tijdens de Eerste Wereldoorlog een stuk van de frontlijn en was het tafereel van een stellingenoorlog met loopgraven, waarbij de Belgische en Duitse legers zich langs weerszijden van de rivier hadden ingegraven. Het Belgische leger kon hier na de Slag om de IJzer in 1914 de rest van de oorlog standhouden na inundatie van een deel van de IJzervlakte, op voorstel van de Veurnse onderzoeksrechter en met medewerking van Karel Cogge en Hendrik Geeraert. Verder landinwaarts werden de geallieerde linies bemand door Britse en Franse troepen. Evenals op andere plaatsen in de regio hebben zich hier verschrikkelijke taferelen afgespeeld waarbij elkaars stellingen keer op keer werden ingenomen en terug veroverd met een hoge tol aan mensenlevens. Langs de IJzer herinneren verschillende monumenten en sites aan de oorlog, waaronder de IJzertoren en de Dodengang in Diksmuide.
In mei 1940 bliezen de Franse en Engelse geallieerden alle bruggen en sluizen opnieuw op.
Na de Tweede Wereldoorlog nam de commerciële scheepvaart op de IJzer sterk af.

## Plaatsen langs de IJzer
De volgende lijst geeft de gehuchten, dorpen en gemeenten die zich langs of nabij de IJzer bevinden.
in Frankrijk: Lederzele, Buysscheure, Broksele, Volkerinkhove, Rubroek, Les Cinq Rues, Bollezele, Erkelsbrugge, Zegerskappel, La Cloche, Ekelsbeke, Wormhout, Herzele, Wilder, Bambeke, Houtkerke, Kruystraete.
in België: Haringe, Roesbrugge, Beveren-aan-de-IJzer, Stavele, Oostvleteren, Eversam, Elzendamme, Pollinkhove, Fintele, Reninge, Noordschote, Knokkebrug, Nieuwkapelle, Oudekapelle, Sint-Jacobs-Kapelle, Woumen, Diksmuide, Kaaskerke, Beerst, Keiem, Stuivekenskerke, Tervate, Schoorbakke, Pervijze, Schore, Mannekensvere, Ramskapelle, Sint-Joris, Lombardsijde, Nieuwpoort.

### Kreek van Nieuwendamme
Rond 1640-1643 is de kronkelende loop van de IJzer langs Nieuwendamme afgesneden door een nieuw gegraven rechte bedding voor de IJzer door Sint-Joris. De oude bedding raakte sindsdien verland vanaf de Uniebrug tot Nieuwendamme en heet Dode Kreek. Het restant van de vroegere inlandse zeegeul tussen Nieuwendamme en Nieuwpoort heet nu Kreek van Nieuwendamme.

### Spaarbekken van Nieuwpoort
In Sint-Joris bij Nieuwpoort, vlak voor de Ganzepoot, is de gekanaliseerde IJzer aan de rechteroever verbreed tot een waterreservoir, na zandwinning voor onder andere de aanleg van de E40.
De watervlakte wordt gebruikt als watersportcentrum, vooral voor jeugdkampen. Sport Vlaanderen heeft hiervoor in Nieuwpoort drie sites, waarvan er twee aan het Spaarbekken liggen: de hoofdsite Wittebrug aan de zuidelijke oever van de IJzer en de site Spaarbekken aan de noordkant.
Zwemmen is er niet toegelaten.

### Ganzepoot
In het Iepersas, een niet meer gebruikte scheepvaartsluis en een overlaat met vijf openingen in het sluizencomplex van de Ganzepoot mondt de gekanaliseerde IJzer via de zwaaikom uit in de havengeul. Langs de overlaat voert de IJzer neerslagwater af van de polder stroomopwaarts van Diksmuide.
Scheepvaart vanop de IJzer gaat nu echter via de Sint-Jorissluis aan de noordkant van het Spaarbekken naar de Plassendalevaart en zo naar het Gravensas van de Ganzepoot.

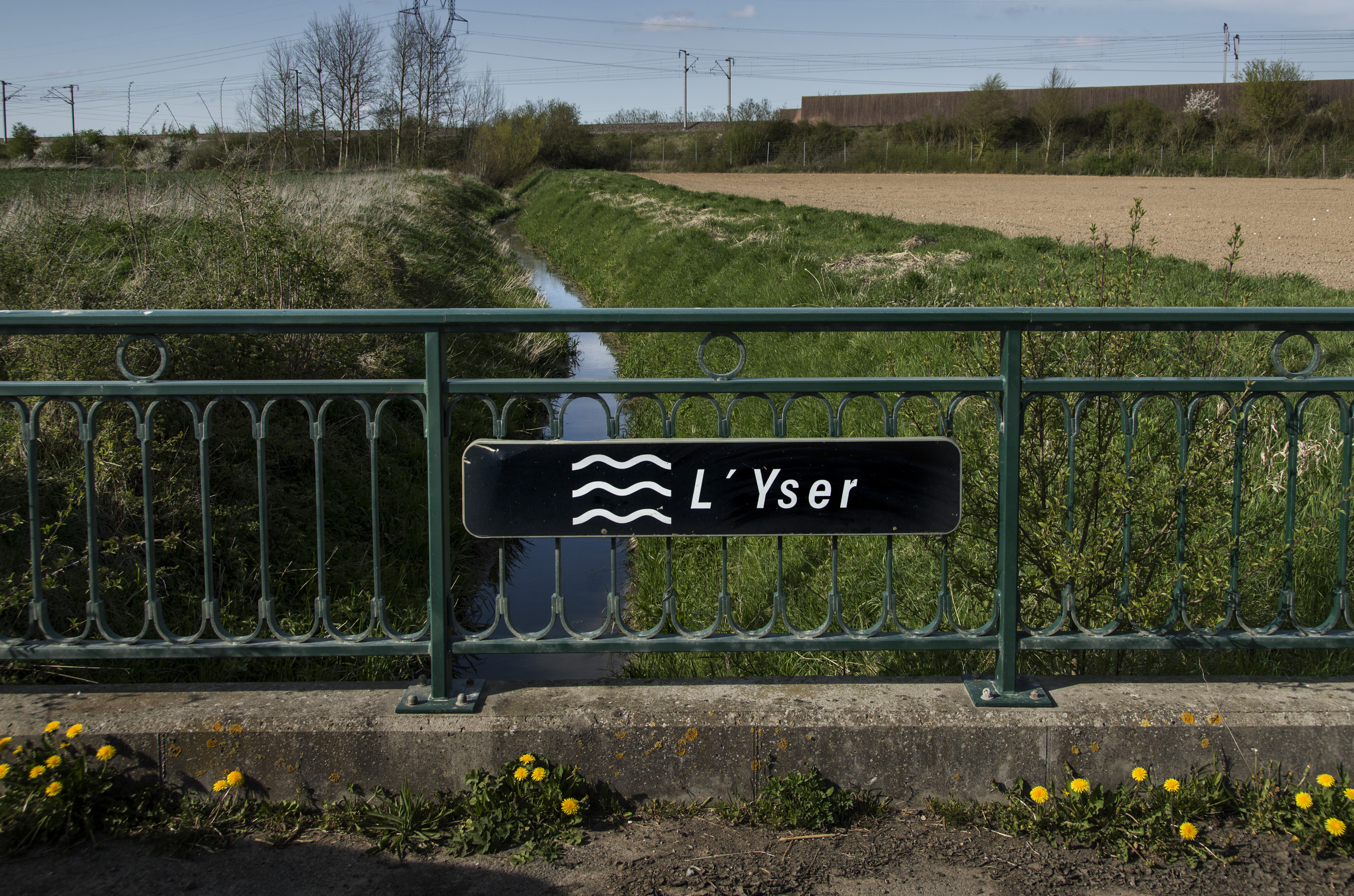
De IJzer (L' Yser) vlak bij de bron tussen het Noord-Franse Waten en Cassel. Op de achtergrond de hogesnelheidslijn van en naar de Kanaaltunnel.
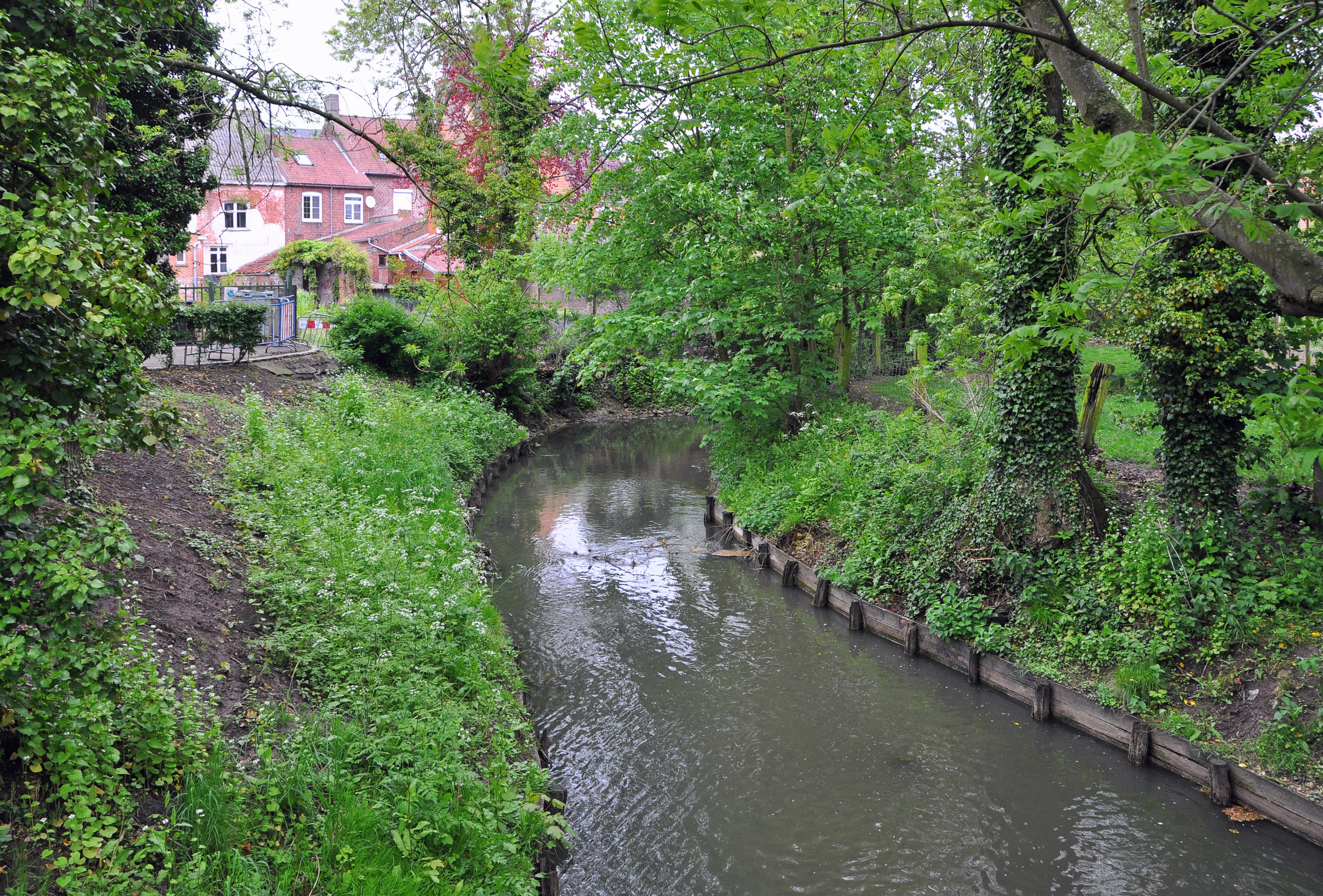
De IJzer in Ekelsbeke
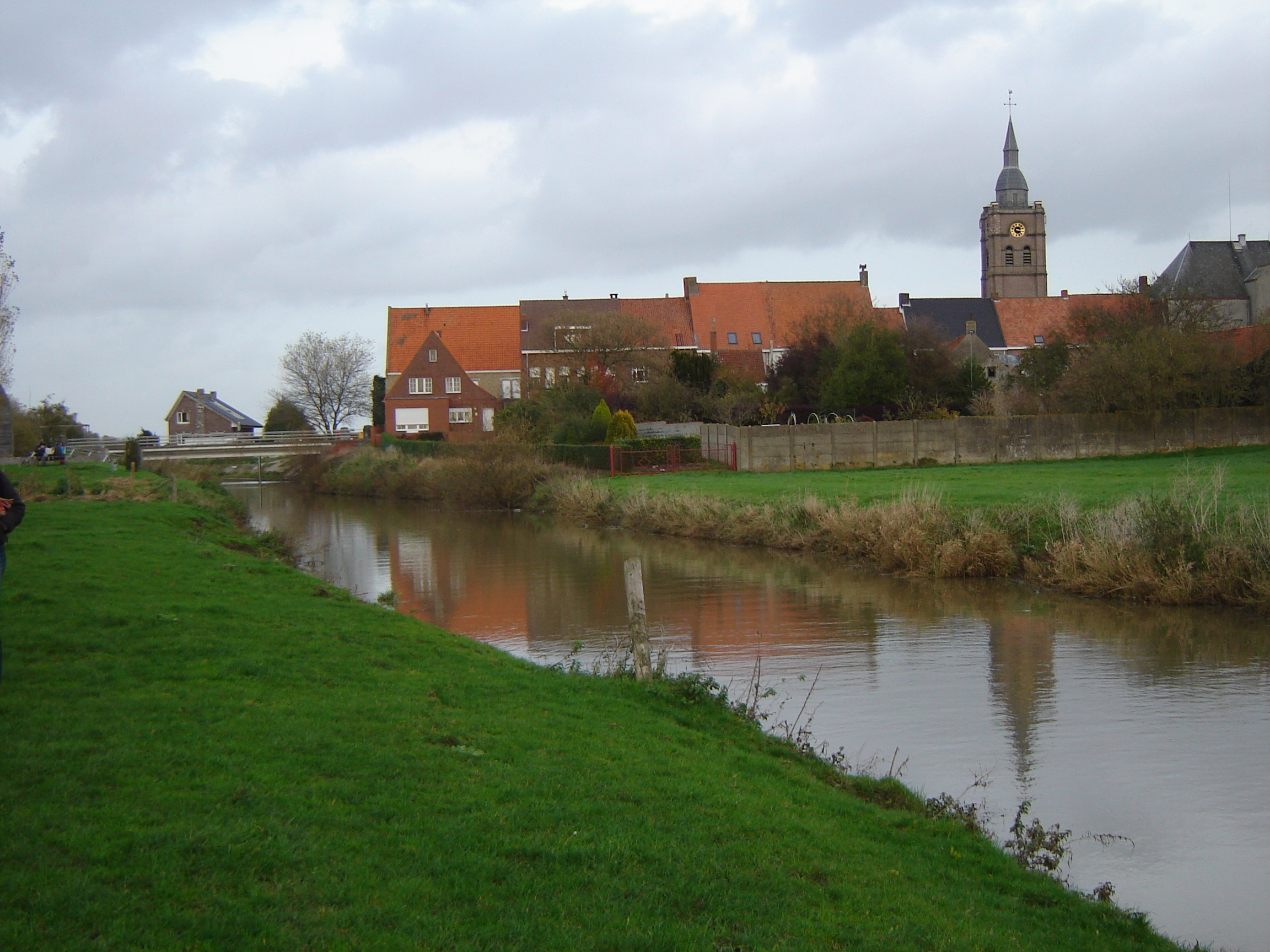
De IJzer in Roesbrugge
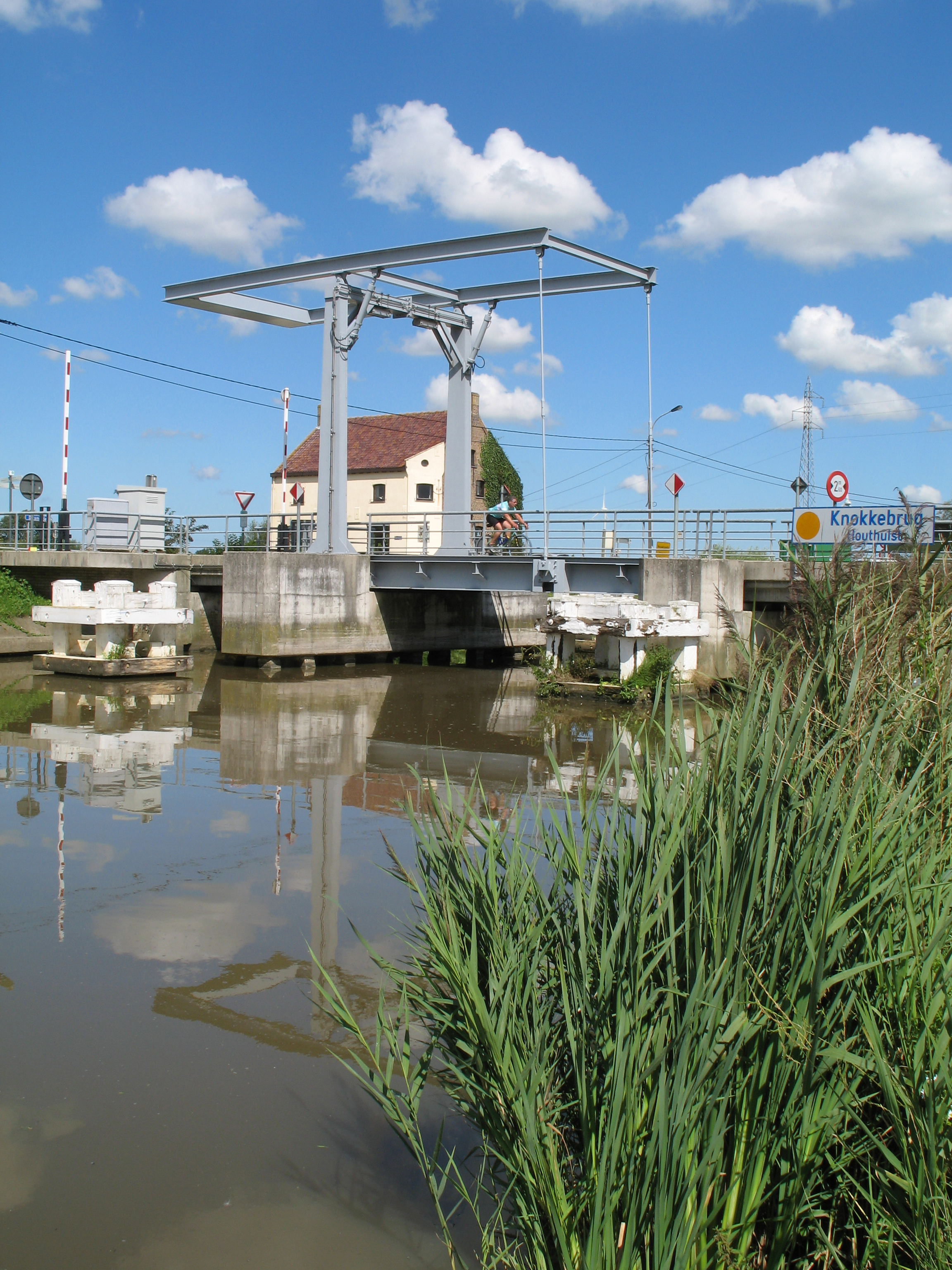
De IJzer bij de Knokkebrug in Merkem (Houthulst)
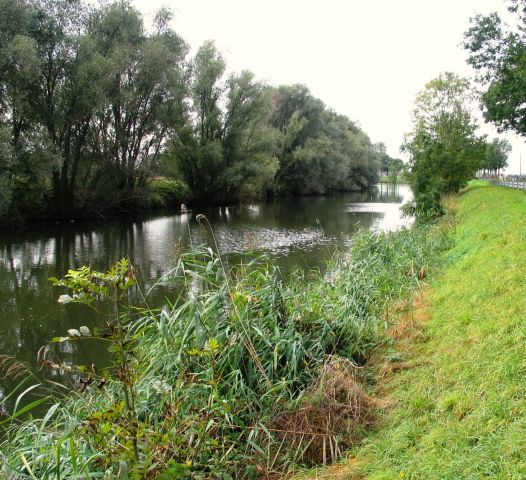
De IJzer bij Diksmuide (5 okt 2004)
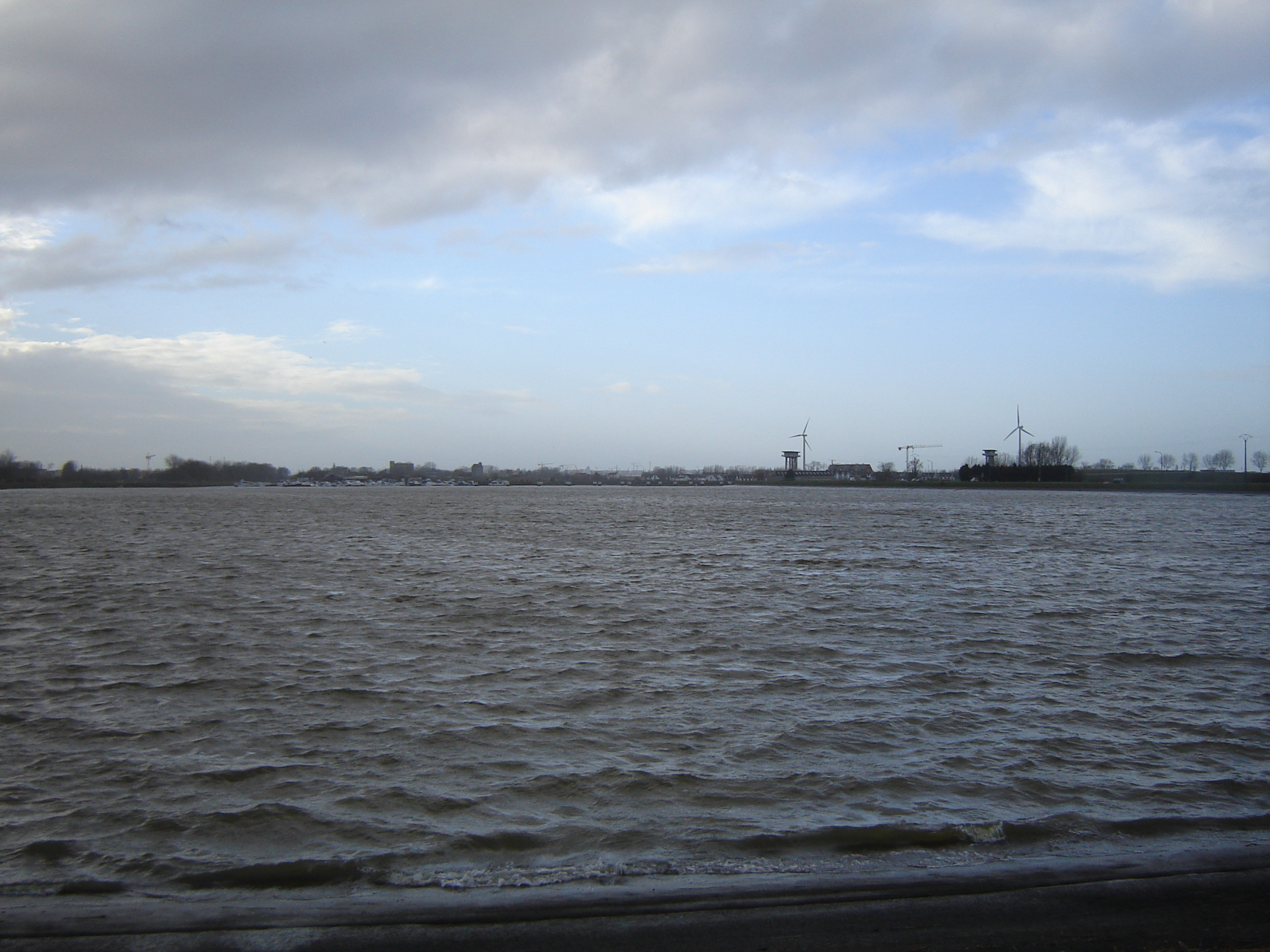
Spaarbekken in Sint-Joris, Nieuwpoort
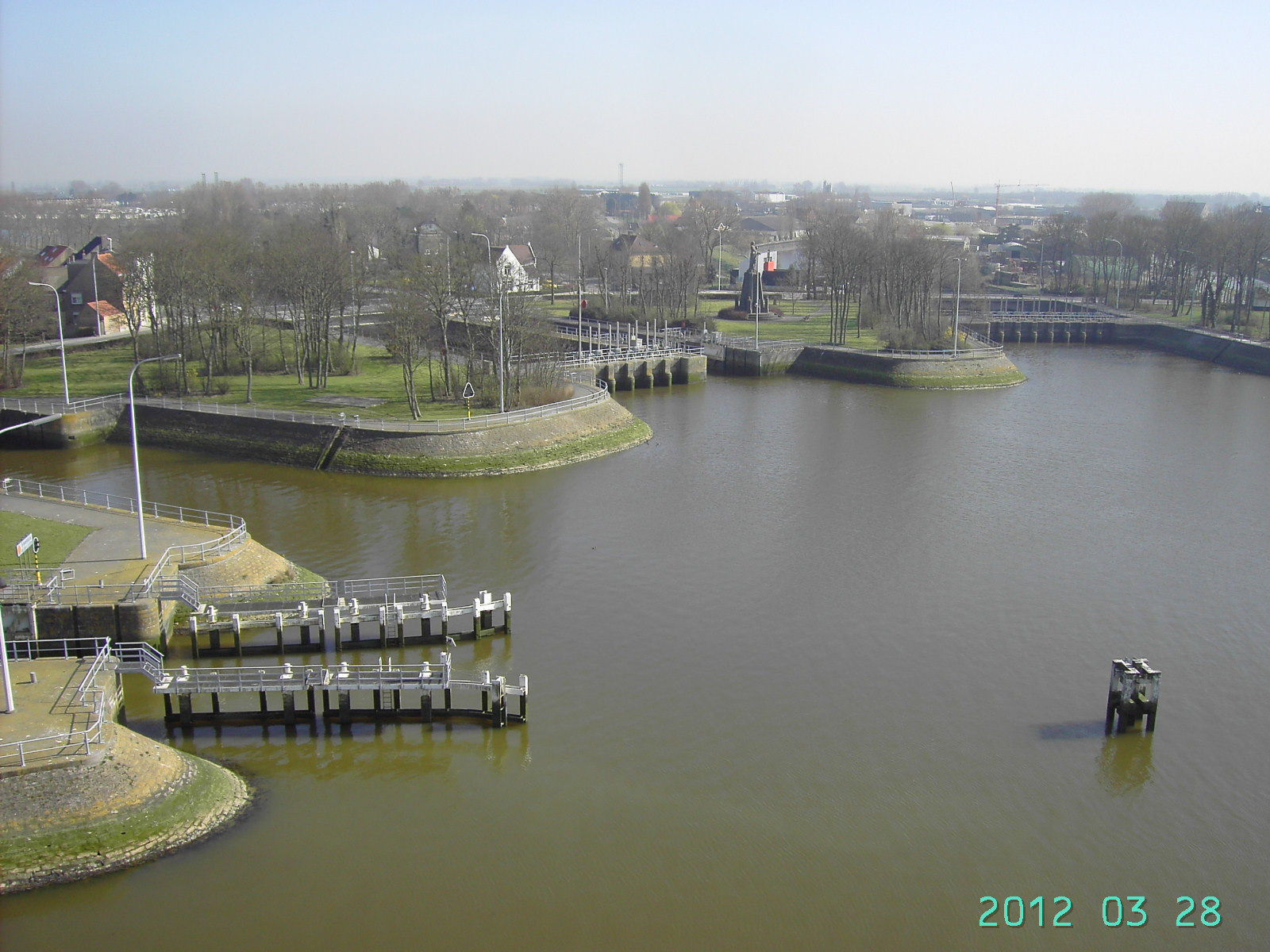
De Ganzepoot in Nieuwpoort
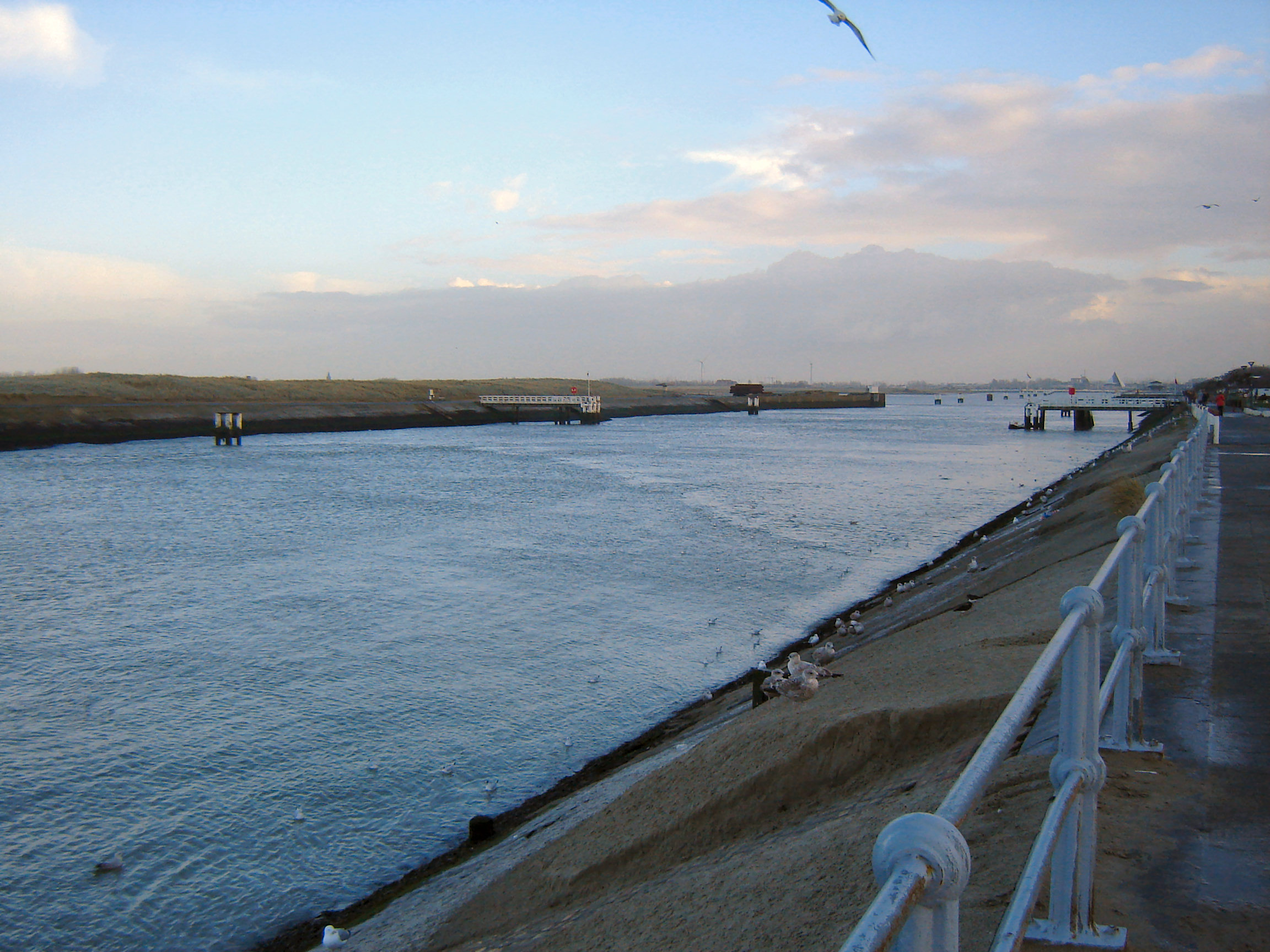
Vaargeul van de IJzermonding in Nieuwpoort
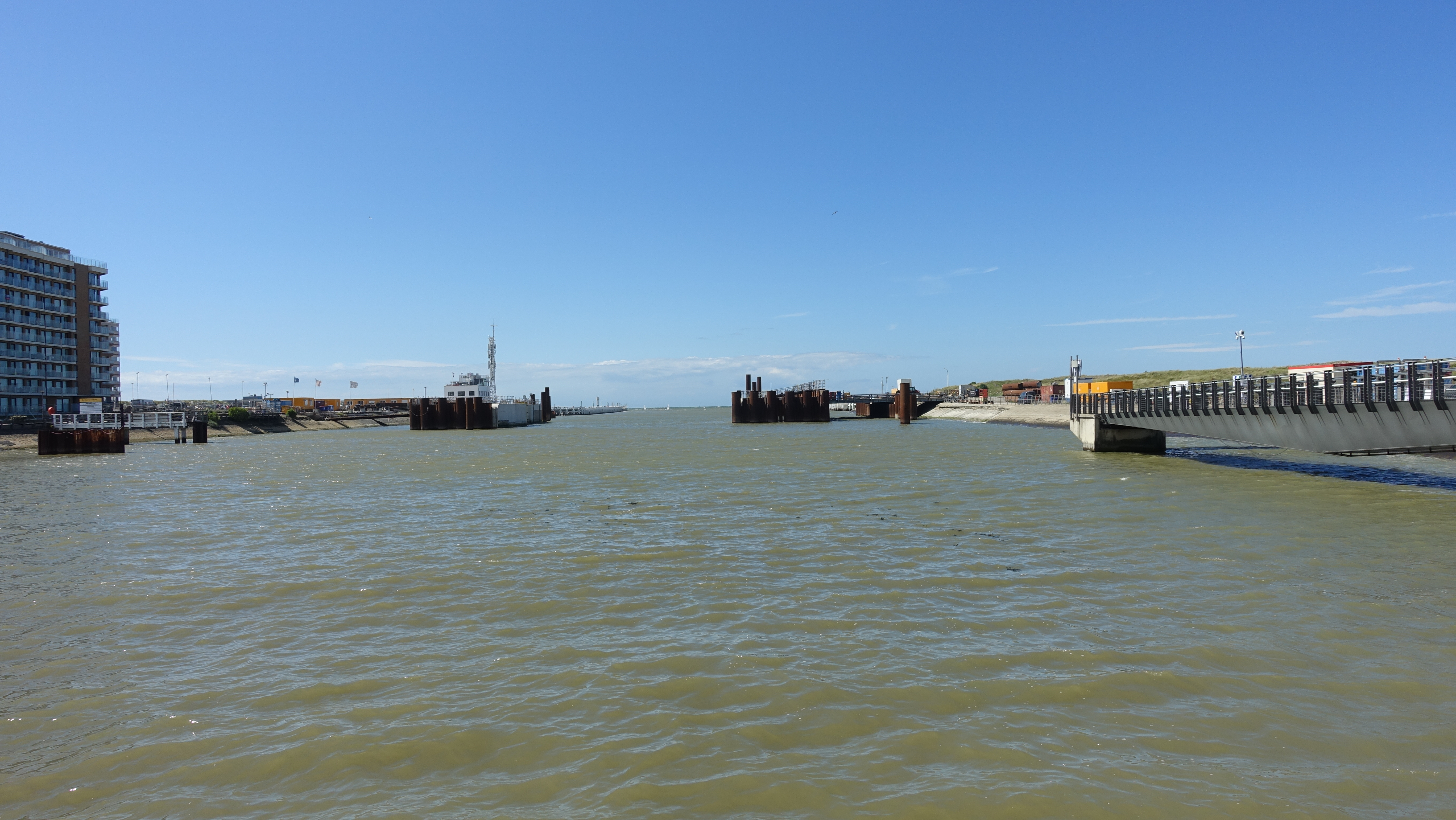
De monding van de IJzer gezien vanaf de veerpont richting de Noordzee.